# FK Sudnobudivnyk Mykolajiv
Futbolnyj klub Sudnobudivnyk Mykolajiv (ukrajinsky: Футбольний клуб «Суднобудівник» Миколаїв) je ukrajinský fotbalový klub sídlící ve městě Mykolajiv. Klub byl založen v roce 2016.
Své domácí zápasy odehrává na centrálním městským stadionu s kapacitou 16 700 diváků.

## Umístění v jednotlivých sezonách
Zdroj: 
Legenda: Z - zápasy, V - výhry, R - remízy, P - porážky, VG - vstřelené góly, OG - obdržené góly, +/- - rozdíl skóre, B - body, červené podbarvení - sestup, zelené podbarvení - postup, fialové podbarvení - reorganizace, změna skupiny či soutěže
| Ukrajina (2016 – ) |               |        |    |   |   |   |    |    |     |   |        |
| Sezóny             | Liga          | Úroveň | Z  | V | R | P | VG | OG | +/- | B | Pozice |
| 2016               | AAFU – sk. IV | 4      | 6  | 0 | 2 | 4 | 3  | 10 | -7  | 2 | 4.     |
| 2016/17            | Druha liha    | 3      | 34 |   |   |   |    |    |     |   |        |